# Isóbata
A isóbata é uma curva que é usada em mapas para representar o mapeamento dos pontos da mesma profundidade em oceanos e lagos com grandes dimensões.